# Hetschkia gracilis
Hetschkia gracilis är en spindelart som beskrevs av Eugen von Keyserling 1886. Hetschkia gracilis ingår i släktet Hetschkia och familjen klotspindlar. Inga underarter finns listade i Catalogue of Life.